# Gertrude Elion
Gertrude Belle Elion (Nova Iorque, 23 de janeiro de 1918 — Chapel Hill, 21 de fevereiro de 1999) foi uma bioquímica estadunidense.
Foi agraciada com o Nobel de Fisiologia ou Medicina de 1988, juntamente com James Black, farmacólogo britânico do King's College Hospital Medical School, Universidade de Londres, e George Hitchings, bioquímico estadunidense colega dos Wellcome Research Laboratories, Research Triangle Park, NC.
Gertrude Belle Elion (1918-1999) é conhecida por suas pesquisas com doenças virais. Em 1988, ganhou o Prêmio Nobel de Medicina e foi a primeira mulher a ocupar uma cadeira no “National Inventors Hall of Fame”, nos EUA.
Filha de imigrantes, Gertrude Belle Elion nasceu em Nova York em 1918. Segundo sua autobiografia (disponibilizar link), sempre foi uma menina com “sede de conhecimento” e, apesar de lhe dizerem que não havia lugar para mulheres na ciência, Gertrude formou-se em química pelo Hunter College aos 19 anos.
Gertrude explica (link) que a 2º Guerra Mundial abriu espaço para as mulheres na indústria. Após trabalhar com controle de qualidade na indústria alimentícia, Gertrude começou a trabalhar no laboratório de pesquisa do Dr. George Hitchings (com quem mais tarde dividiria o Premio Nobel em Medicina), na indústria farmacêutica Burroughs Wellcome Company.
Ao invés de usar o método de tentativa e erro, Elion e Hitchings usavam a diferença bioquímica das células normais e os agentes patogênicos para criar medicamentos inibidores de infecções virais. Com essas descobertas, a americana conseguiu suavizar sintomas de doenças como AIDS, leucemia e herpes. Um dos medicamentos conhecidos, desenvolvidos por Gertrude, é o aciclovir, medicamento utilizado para tratamento de herpes. Em 1988, Gertrude ganhou o prêmio Nobel em medicina, juntamente com James W. Black e George H. Hitchings pela descoberta de importantes princípios para tratamento com medicação.
Elion desenvolveu 45 patentes na área médica/farmacêutica. Em 1991, tornou-se a primeira mulher a ocupar uma cadeira no “National Inventors Hall of Fame”, nos EUA. 

## Biografia
Foi pesquisadora do Wellcome Research Laboratories, Research Triangle Park, NC, especialista em tratamentos de leucemia e gota. Foi galardoada com o Nobel de Fisiologia ou Medicina por desenvolver drogas para o tratamento dessas doenças, descobrindo novos e importantes princípios de quimioterapia, incluindo o dos betabloqueadores.
Descendente de imigrantes da Lituânia, recebeu educação secundária em Nova Iorque e graduou-se a York University School of Dentistry. Com a morte do avô vitimado por câncer decidiu voltar a estudar, ser uma cientista estudando bioquímica, farmacologia, imunologia e, eventualmente, virologia e, em particular, química.
Entrou para o Hunter College (1933) e conseguiu um emprego para ensinar no New York Hospital School of Nursing. Conseguiu ser a única mulher graduada na Universidade de Nova Iorque em 1939, e obteve o Mestrado em química (1941). Trabalhou (1943) com o farmacologista George Hitchings e, em seguida, foi contratada pela Burroughs Wellcome Company (1944-1983). Em virtude da necessidade de trabalhar para se manter, tentou fazer um doutorado em tempo parcial no Instituto Politécnico do Brooklyn, após alguns anos de iniciar seu trabalho de pesquisa. Sua persistência como pesquisadora mais tarde lhe proporcionariam vários doutorados honorários como da Universidade George Washington, Universidade Brown e da Universidade de Michigan.
Foi Chefe do Departmento de Terapia Experimental (1967-1983). Foi membro do Board of Scientific Counselors for the Division of Cancer Treatment, do National Cancer Advisory Board, da American Association for Cancer Research (Presidente de 1983 a 1984), da Advisory Committees for the American Cancer Society e da Leukemia Society of America, da American Chemical Society, da Royal Society of Chemistry, da Transplantation Society, da American Society of Biological Chemists, da American Society of Pharmacology and Experimental Therapeutics, da American Association for Cancer Research, da American Society of Hematology, da American Association for the Advancement of Science da American Association of Pharmaceutical Scientists e Fellow da New York Academy of Sciences, e de vários comitês da Tropical Disease Research, uma divisão da World Health Organization.

## Aposentadoria e morte
Após se aposentar da Burroughs Wellcome, permaneceu como consultora e cientista emérita e tornou-se professora pesquisadora em Medicina e Farmacologia da Universidade Duke, além de participação intensa em seminários, palestras, e encontros científicos, especialmente sobre bioquímica e farmacologia dos tumores.
Enquanto estava na universidade conheceu um estatístico chamado Leonard, mas antes que pudessem se casar, ele faleceu devido a uma infeção nas válvulas do coração. Gertrude não se casou mais depois disso. Nunca teve filhos e dedicou-se à carreira e aos seus hobbies, como viagens, fotografia e música.
Gertrude Elion mudou a residência para Chapel Hill, na Carolina do Norte, onde faleceu aos 81 anos, em fevereiro de 1999.